# CST–100 Starliner
A CST–100 Starliner egy többször felhasználható űrhajó, melyet az amerikai Boeing vállalat épít, a NASA kereskedelmi személyzet előkészítési (CCDev) programjának keretében. Az űrhajó elsődleges célja a Nemzetközi Űrállomás legénységének szállítása, melyhez automatikusan kapcsolódik. Az űrhajó Föld körüli pályára állításáról az Atlas V rakéta gondoskodik, de úgy tervezték, hogy a Falcon 9-es hordozórakéta is képes legyen a felbocsájtására.
A Starliner két Rocketdyne Aerojet hajtóművel rendelkezik, egyenként 178 kN tolóerővel, a pályamódosításokat további 12 kisebb RCS rakéta segíti. Visszatérése után a kapszula három ejtőernyő segítségével lassul le, földet éréskor pedig légpárnák csillapítják a becsapódását. Elsődlegesen szárazföldi landoláshoz tervezték, de vízre szállás esetén képes a lebegésre.
A fedélzeten az űrhajósok a Boeing új fejlesztésű kék űrruháját viselik majd.

## Felépítése
A Starlinert a nemzetközi űrállomás kiszolgálására fejlesztették ki, amelyre 7 embert képes egyszerre szállítani, de a küldetéseket jellemzően csak 5 személyesre tervezik. Az állomáshoz automatikusan dokkol.
Hasonlóan az Apollo űrhajóhoz két egységből, egy parancsnoki és egy kiszolgáló modulból áll. A parancsnoki modul hegesztés nélküli szerkezete a tervek szerint 10 alkalommal használható újra, 6 hónapos felújítási idővel. Ez alatt pótolják többek közt az egy repülésre tervezett elhasználódott hőpajzsot. A kiszolgáló egység minden küldetésnél megsemmisül.

## Változatok
A Nemzetközi Űrállomás kiszolgálására terveztek egy személyzet nélküli teherszállító változatot is, azonban a NASA 2016. január 30-án kiadott közleménye szerint a Starlinert nem választották ki a CRS–2 program kiszolgálására. A teherűrhajót a személyszállító változathoz hasonlóan az Atlas V hordozórakéta juttatta volna el alacsony Föld körüli pályára, ahol automatikusan dokkolt volna az űrállomáshoz.

## Repülések

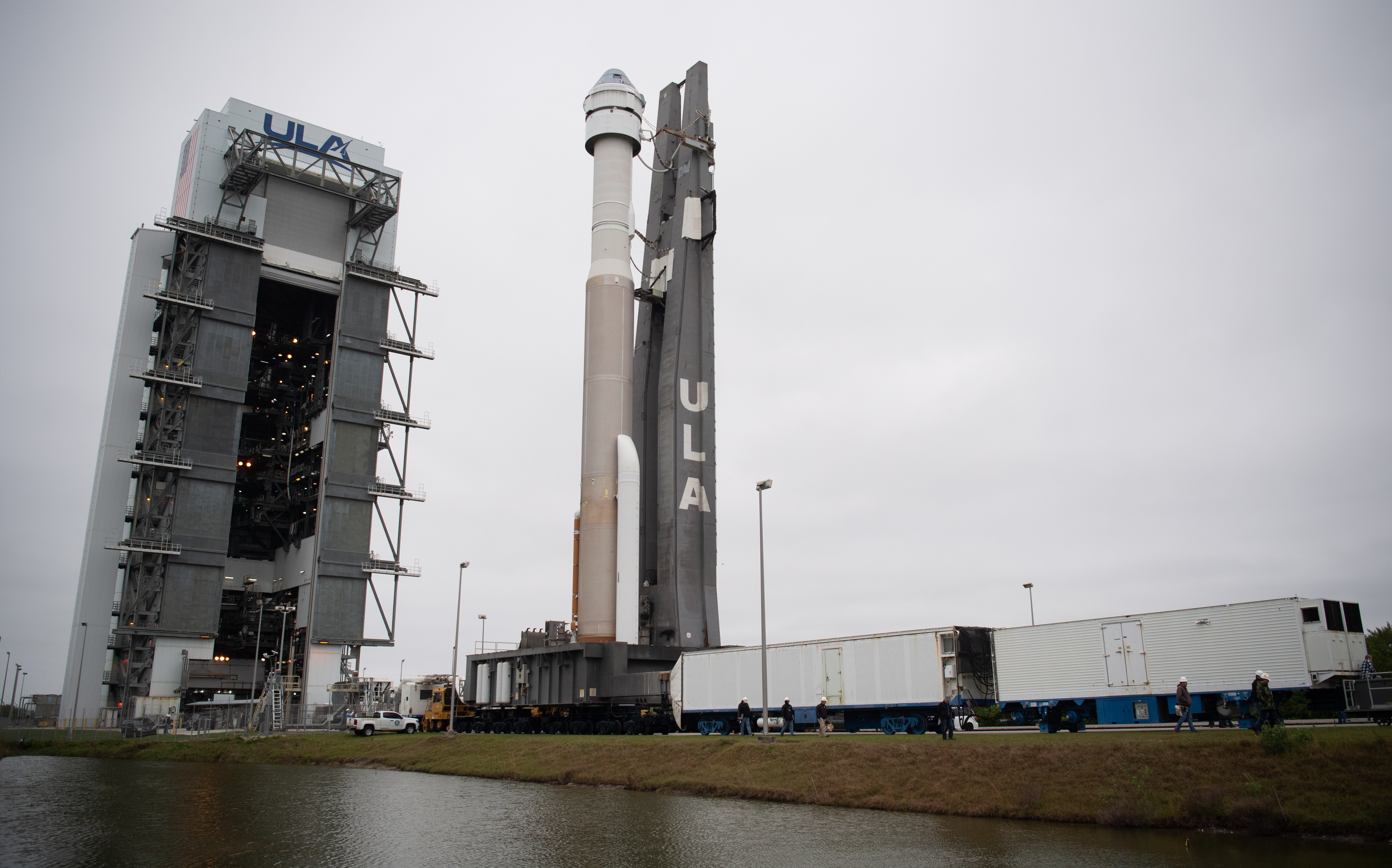
Az űrhajót Föld körüli pályára állító Atlas V rakéta a Starlinerrel a kilövőhelyén 2019. december 17-én, a floridai Cape Canaveralon

| Küldetés neve                            | Indítás dátuma, időpontja (UTC) | Indítás helye          | Megjegyzés |
| ---------------------------------------- | ------------------------------- | ---------------------- | --- |
| Pad Abort                                | 2019. november 4. 14:15         | White Sands, LC–32     | Sikeres repülésmegszakítási teszt, személyzet nélkül |
| Boe-OFT (Boeing Orbital Flight Test)     | 2019. december 20. 11:36        | Cape Canaveral, SLC–41 | Részlegesen sikeres automatikus tesztrepülés személyzet nélkül a Nemzetközi Űrállomásra. Az időzítő (MET) hibája miatt megszakították a küldetést, és a dokkolás kihagyásával korábban, december 22-én visszatért a földre. |
| Boe-OFT 2 (Boeing Orbital Flight Test 2) | 2022. május 19. 22:54:47        | Cape Canaveral, SLC–41 | Személyzet nélküli automatikus tesztrepülés, a csak részben sikeres Bor-OFT küldetés ismétlése. Az űrhajó 2022. május 21-én 00:28-kor (UTC) sikeresen kapcsolódott az ISS-hez. Az indítást eredetileg 2021. augusztus 3-án tervezték, de a hordozórakéta üzemanyagrendszerében észlelt hiba miatt akkor elhalasztották.                                                                          |
| Boe-CFT (Boeing Crewed Flight Test)      | 2024.június 5. 14:52:15         | Cape Canaveral, SLC–41 | Első tesztrepülés személyzettel, a Nemzetközi Űrállomásra. Manőverezésre használt fúvókák hibájának elemzése miatt az S3.2 és személyzete az ISS-en a tervezettnél hosszabb időt tölt el. A késleltetett visszatérés magyarázata, hogy az érintett hibákat tartalmazó szervíz egység visszatéréskor megsemmisül, pedig a mérési eredmények beszerzése kiemelt küldetési célja a tesztrepülésnek. |
| Tervezett indítások                      |                                 |                        | |
| Starliner-1                              | 2025. második fele.             | Cape Canaveral, SLC–41 | Első személyzet, a Nemzetközi Űrállomásra. Az indítás függ a CFT eredményétől és a repülési engedély beszerzésétől. |
| Starliner-2                              | 2026.                           | Cape Canaveral, SLC–41 | Második személyzet, a Nemzetközi Űrállomásra. |

### Boe-OFT (Boeing Orbital Flight Test)
A tervek szerint automatikus tesztrepülésre került sor, személyzet nélkül a Nemzetközi Űrállomásra, azonban a Starlinernek nem sikerült a tervezett pályára állnia és korábban visszatért a Földre. A keringési pálya stabilizálása közben annyi üzemanyag égett el, hogy maradékkal az űrállomást már nem tudták volna biztonságosan megközelíteni. A kilövés után két nappal, december 22-én biztonságosan leszállt a White Sands Rakétakísérleti Telepen.
A NASA és a Boeing közös nyomozócsoportja három hibát tárt fel, ami a problémát okozhatta. Elsősorban a küldetés időzítője (Mission Elapsed Timer) már a startot megelőző 11. órában hibás időt vett át az Atlas V rakéta komputerétől. Egy szoftverhiba a kiszolgáló modulban (Service Module) hibásan értelmezte a szétválási paramétereket, és irányította a beépített meghajtás vezérlőt. Végül a szakadozó földi kapcsolat megakadályozta a földi irányítást abban, hogy időben kezeljék a problémát.
A Boeing a tesztet sikeresnek tekintette, mivel a legtöbb rendszer sikeresen vizsgázott.
A küldetés utáni két felülvizsgálat során 2020 júliusában 80 problémát fedeztek fel, melynek nagy része szoftver eredetű volt. Ezután a Boeing egy második automatikus teszt mellett döntött, az első emberes repülés előtt.

### Boe-OFT 2 (Boeing Orbital Flight Test 2)
A tesztrepülés során 200 kg hasznos terhet szállított az ISS-re, amellyel 2022. május 21-én 00:28-kor (UTC) sikeresen összekapcsolódott. Az űrhajó 5 napot töltött összekapcsolódva az ISS-el. 2022- május 25-én az űrhajó sikeresen földet ért Új-Mexikóban.

## Legénység

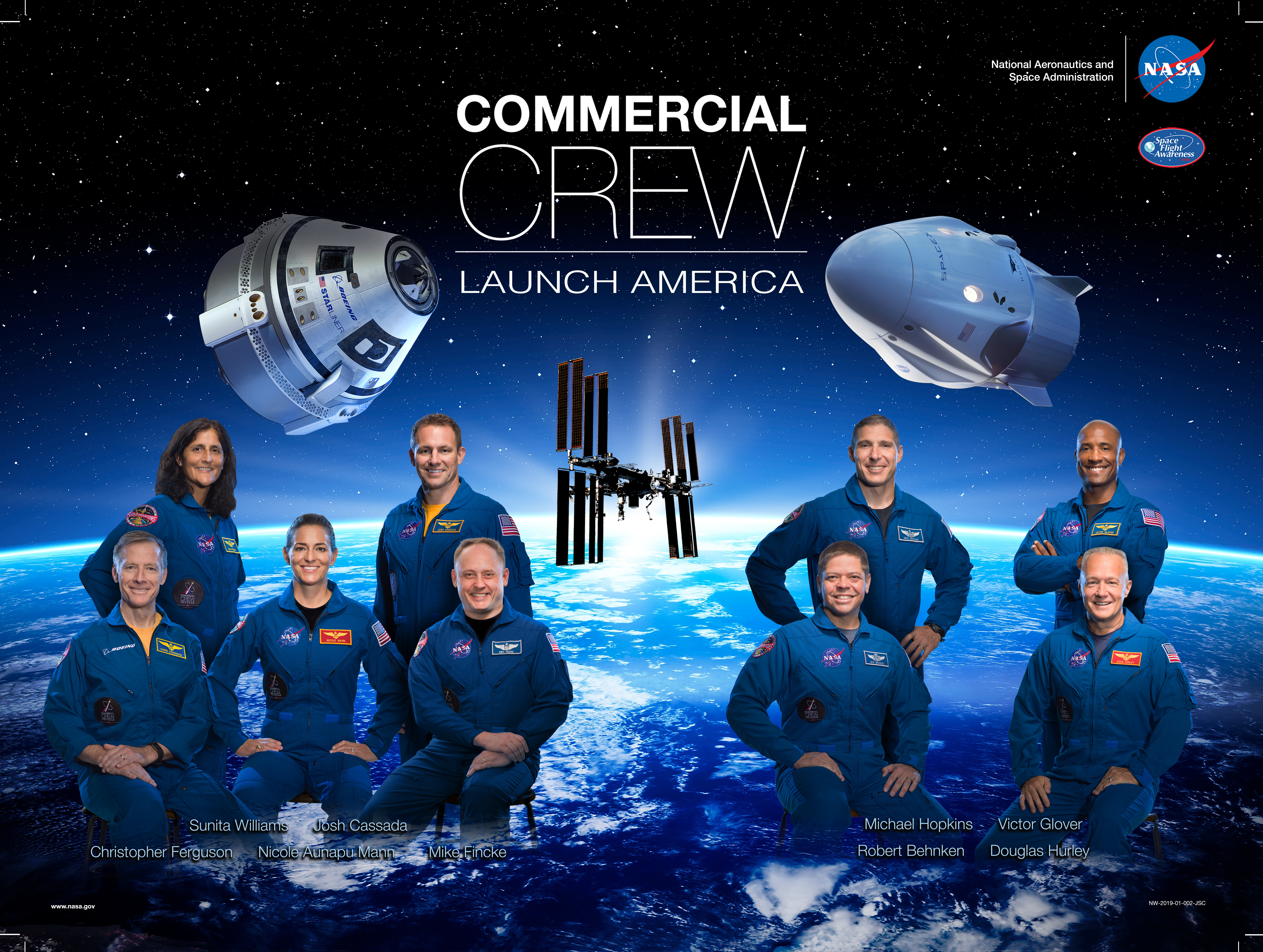
Az első emberes tesztrepülés személyzetének posztere

Bár az Starliner első repülése az űrbe (Boe-OFT) személyzet nélküli, fedélzetén utazik egy antropometrikus tesztbábú ami Rosie névre hallgat, valamit Snoopy is visszatér az űrbe egy plüssfigura formájában. Az előbbi a nevét Rosie the Riveter után kapta, mely egy kulturális ikon volt a második világháború idején.
A sikertelen első tesztrepülés után a nagyjából 82 kilogrammos Rosie a második teszt során (OFT-2) is a fedélzeten utazik majd a parancsnoki székben. A bábura ható erőket 15 szenzor méri majd, de ezúttal a jármű gravitációs középpontjának beállítása lesz a feladata a repülés során.
Az első emberes tesztrepülés (Boe-CFT) 2024 június 5-én indított küldetésben a NASA részéről Barry Wilmore parancsnok és Sunita Williams pilóta lett a két fős űrhajós személyzet.
Eredetileg Eric Boe repült volna, de meg nem nevezett egészségi okokból visszalépett 2019 januárjában. A helyét Edward Michael "Mike" Fincke veterán űrhajós vette át. 2022 június 16-án a NASA bejelentette, hogy a CFT két fős küldetés lesz, igy Fincke a CFT tartalékosa és tervezett Starliner-1 személyzete lesz majd.
Eredeti tervek szerint a CFT parancsnok a Boeing részéről Christopher Ferguson a korábbi NASA ürhajós veterán lett volna, aki 2020 októberben twitter oldalán jelezte, nem vesz majd részt a CFT küldetésben, helyét a szintén NASA űrhajós Barry Wilmore vette át, aki már kapott kiképzést az Starlinerre, és mint az első és második repülés cseréje, már szerepelt a programban.